# ウィリー・ヴィーズリー
ウィリー・ヴィーズリー（Willie Veasley、1987年9月8日 - ）は、アメリカ合衆国出身のプロバスケットボール選手である。ポジションはシューティングガード／スモールフォワード。背番号30。190cm、93kg。

## 人物
バトラー大学にてNCAAで活躍。その年のNCAAのファイナルにロースターとして出場。
その直向なディフェンス、チームのために身体を張る犠牲心で評価される。彼は点取り屋でダンクを決めるわけではないが、チームのために地味な役割をこなし、相手のエースに仕事をさせないというマンマークの能力がある。
卒業後に来日し、2010年にbjリーグの古強豪新潟アルビレックスBBに入団。東日本大震災のため一時帰国するも、再帰国について合意に至らず4月11日退団。